# Лёгкая атлетика на летних Олимпийских играх 1904 — бег на 200 метров
Соревнования по бегу на 200 метров среди мужчин на летних Олимпийских играх 1904 прошли 31 августа. Приняли участие семь спортсменов из двух стран.

## Призёры
| Золото       | Серебро                | Бронза              |
| Арчи Хан США | Натаниэль Картмелл США | Уильям Хогенсон США |

## Рекорды
| Мировой рекорд     | Официального рекорда не было до 26 мая 1951 года | —      |                |              |  |
| Олимпийский рекорд | Джон Тьюксбери (USA)                             | 22,2 с | Париж, Франция | 22 июля 1900 |  |

## Соревнование

### Полуфинал
| Место | Спортсмен                | Результат  |
| ----- | ------------------------ | ---------- |
| 1     | Арчи Хан (USA)           | 22,2 с =OR |
| 2     | Натаниэль Картмелл (USA) | Неизвестен |
| 3-4   | 2 неизвестных спортсмена | Неизвестен |

| Место | Спортсмен             | Результат  |
| ----- | --------------------- | ---------- |
| 1     | Уильям Хогенсон (USA) | 22,8 с     |
| 2     | Фэй Маултон (USA)     | Неизвестен |
| 3     | Роберт Керр (CAN)     | Неизвестен |

### Финал
| Место | Спортсмен                | Результат  |
| ----- | ------------------------ | ---------- |
| 1     | Арчи Хан (USA)           | 21,6 с OR  |
| 2     | Натаниэль Картмелл (USA) | 21,9 с     |
| 3     | Уильям Хогенсон (USA)    | Неизвестен |
| 4     | Фэй Маултон (USA)        | Неизвестен |